# 邱瑞
邱瑞，是隋唐系列故事中的一个虚构人物，在罗贯中《隋唐两朝志传》中邱瑞是江都通守王世充的右将军，被秦叔宝打得落荒而逃，在袁于令《隋史遗文》和褚人获《隋唐演义》中没有这个人物，在陈汝衡《说唐》中邱瑞变成兵部尚书、征戎大元帅、长平王，被他的学生尚师徒刺死。在后来的隋唐故事版本中，邱瑞变成了秦叔宝的姨夫，兴隋九老之一，名列第七。阵前对尚师徒劝降不成，自戕身亡。他的武器是白龙银枪，坐骑是逍遥驹。